# 향약제생집성방
《향약제생집성방》(鄕藥齊生集成方)은 조선 초에 권중화, 김희선 등이 편찬한 의학서로서, 대한민국의 보물 제1178호로 지정된 제30권 책이다. 현재 이 책은 가천문화재단이 제6권을 소유하고 있으며  제4~5권은 산청군 산청한의약박물관이 이를 소장하고 있다.

## 개요
《향약제생집성방》은 조선 태조 때 김희선과 권중화 등이 의료 경험과 종래의 의약서 등을 참고로 하여 제생원(濟生院)에서 편찬한 것을 정종 1년(1399년)에 김희선이 강원도 강원감영에서 간행한 의학서이다. 총 30권 가운데 일부(제6권)로서 처음 발간된 유일한 책이다.
책의 내용은 각종 질병을 부분별로 제시하고 있으며, 1433년(세종 15년)에 간행된 《향약집성방》의 기초가 되었다. 특히 한국에서 자생하는 약초를 이용해 우리 풍토와 체질에 알맞은 향약을 적용하였다는 데 큰 의의가 있으며, 의약서와 인쇄사 연구에서 귀중하게 쓰이는 자료이다.

## 향약집성방
향약집성방(鄕藥集成方)은 조선 세종 15년(1433)에 유효통, 노중례, 박윤덕(朴允德) 등이 왕명(王命)에 따라 여러 의서를 참고하여 펴낸 책. 재래의 ≪향약제생집성방≫을 증보하고, 다시 침구법 1,476조, 향약 초본, 포제법 따위를 보충하여 간행하였다. 성종 19년(1488)에 부분적으로 한글 번역본이 나왔고, 인조 11년(1633)에 다시 중간(重刊)되었다. 85권 30책으로 이루어져있다.

## 언해본
1490년대에 서거정, 노사신, 허종 등이 한글로 번역하였다.

## 같이 보기
- 의방유취
- 동의보감
- 향약구급방

## 참고
- (신아일보)향약집성방(鄕藥集成方) 국가문화재 지정 추진(산청한의학박물관 소장…세종대왕 명에 편찬한 의서)http://www.shinailbo.co.kr/news/articleView.html?idxno=394604
- (문화재청-국가문화유산포털, 보물 향약제생집성방)https://www.heritage.go.kr/heri/unified/selectUnifiedList.do?pageNo=1_1_1_1
- (국역 향약제생집성방 ,세종한글고전-세종대왕기념사업회)http://db.sejongkorea.org/front/detail.do?bkCode=P10_HY_v001&recordId=P10_HY_e01_v006_0110